# NGC 6397
إن جي سي 6397 (NGC 6397)، المعروف أيضا باسم كالدويل 86)  هوعنقود مغلق في كوكبة المجمرة. تتبعد حوالي 7800 سنة ضوئية من الأرض، مما يجعلها واحدة من أقرب سديمين إلى الأرض (الآخر كونه مسييه 4).  تحتوي على حوالي 400,000 النجوم، ويمكن أن يُرى بالعين المجردة تحت ظروف جيدة للمراقبة.
NGC 6397 هو واحد من 20 عنقودًا كرويًا على الأقل في مجرة درب التبانة التي تعرضت لانهيار القلب، مما يعني أن قلب المجموعة قد تتقلص إلى تكتل نجمي كثيف جدا.
في إحدى الدراسات تم العثور بالصدفة على مجرة إهليلجية على بعد حوالي 1 مليار سنة ضوئية بين نجوم NGC 6397 (أي خلفها بمليار سنة ضوئية)، ووجد أنها محاطة بعدد كبير من حوالي 200 عنقود نجمي كروي. وهذه هي أبعد تجمعات كروية معروفة حتى الآن.

## البحث الفلكي

### تقدير عمر درب التبانة
في عام 2004 ، ركز فريق من علماء الفلك  على العنقود لتقدير عمر مجرة درب التبانة. وقد استخدموا الأشعة فوق البنفسجية المرئية التي يرصدها المطياف Echelle Spectrograph للتلسكوب الكبير جدًا في تشيلي (Cerro Paranal) لقياس محتوى البريليوم لنجمين في العنقود. سمح لهم ذلك باستنتاج الوقت المنقضي بين صعود الجيل الأول من النجوم في المجرة بأكملها والجيل الأول من النجوم في العنقود. هذا بالإضافة إلى العمر التقديري للنجوم في العنقود ، يعطي تقديرًا لعمر المجرة: حوالي 13.6 مليار سنة ، وهو ما يقرب من عمر الكون نفسه. يفترض هذا التقدير أن العنقود النجمي NGC 6397 ليس أقدم من مجرة درب التبانة.

### الحد الأدنى لكتلة النجوم
في عام 2006 نُشرت دراسة عن NGC 6397 باستخدام تلسكوب هابل الفضائي ، والتي أظهرت حدًا منخفضًا واضحًا في سطوع مجموعة النجوم الباهتة. يستنتج المؤلفون أن هذا يشير إلى حد أدنى للكتلة اللازمة للنجوم لتطوير نواة قادرة على بدء تفاعل الاندماج للهيدروجين : فوجدوها حوالي 0.083 جزء من كتلة شمسية.

### الثقوب السوداء والأقزام البيضاء
في فبراير 2021 ، تم الإبلاغ عن أن قلب العنقود النجمي NGC 6397 يحتوي على تركيز كثيف نسبيًا من الأجسام المدمجة (الأقزام البيضاء والنجوم النيوترونية والثقوب السوداء) ، بناءً على حركة النجوم بالقرب من القلب المستمدة من البيانات التي تم جمعها بواسطة تلسكوب هابل الفضائي و مركبة الفضاء جايا التابعة لوكالة الفضاء الأوروبية. جادلت الدراسة المعنية أن الثقوب السوداء يمكن أن تهيمن على ميزانية الكتلة في هذا التركيز إذا لم يتم إخراج الثقوب السوداء عن طريق التفاعلات الديناميكية. في الواقع ردت مجموعة أخرى من العلماء قريبًا ، مدعية أنه نظرًا لأن NGC 6397 تعرضت لتقلص النواة ، كان من المفترض أن تكون كثيفة بما يكفي لتسريع معدلات التفاعلات الديناميكية ، حيث من المفترض أن تختفي مجموعة الثقوب السوداء الأصلية بالكامل تقريبًا. قدمت هذه المجموعة محاكاة ديناميكية أظهرت أن تركيز الأقزام البيضاء يمكن أن يفسر القياس الأول.
أخيرًا ، في عام 2022 ، تم نشر عمل من قبل العلماء السابقين ، جنبًا إلى جنب مع أحد قادة المجموعة الأخيرة ، وخبراء آخرين في بيانات هابل وغايا. أظهر هذا العمل الجديد أن نوبات الكتلة المركزية الزائدة في NGC 6397 من البيانات المرصودة تتفق جيدًا بشكل ملحوظ مع المحاكاة العددية التي تمثل مجموعة من مئات الأقزام البيضاء الضخمة ، ولا يوجد ثقوب سوداء بشكل أساسي.

## معرض صور

صورة من منظار هابل الفضائي للعنقود إن جي سي 6397.[8]

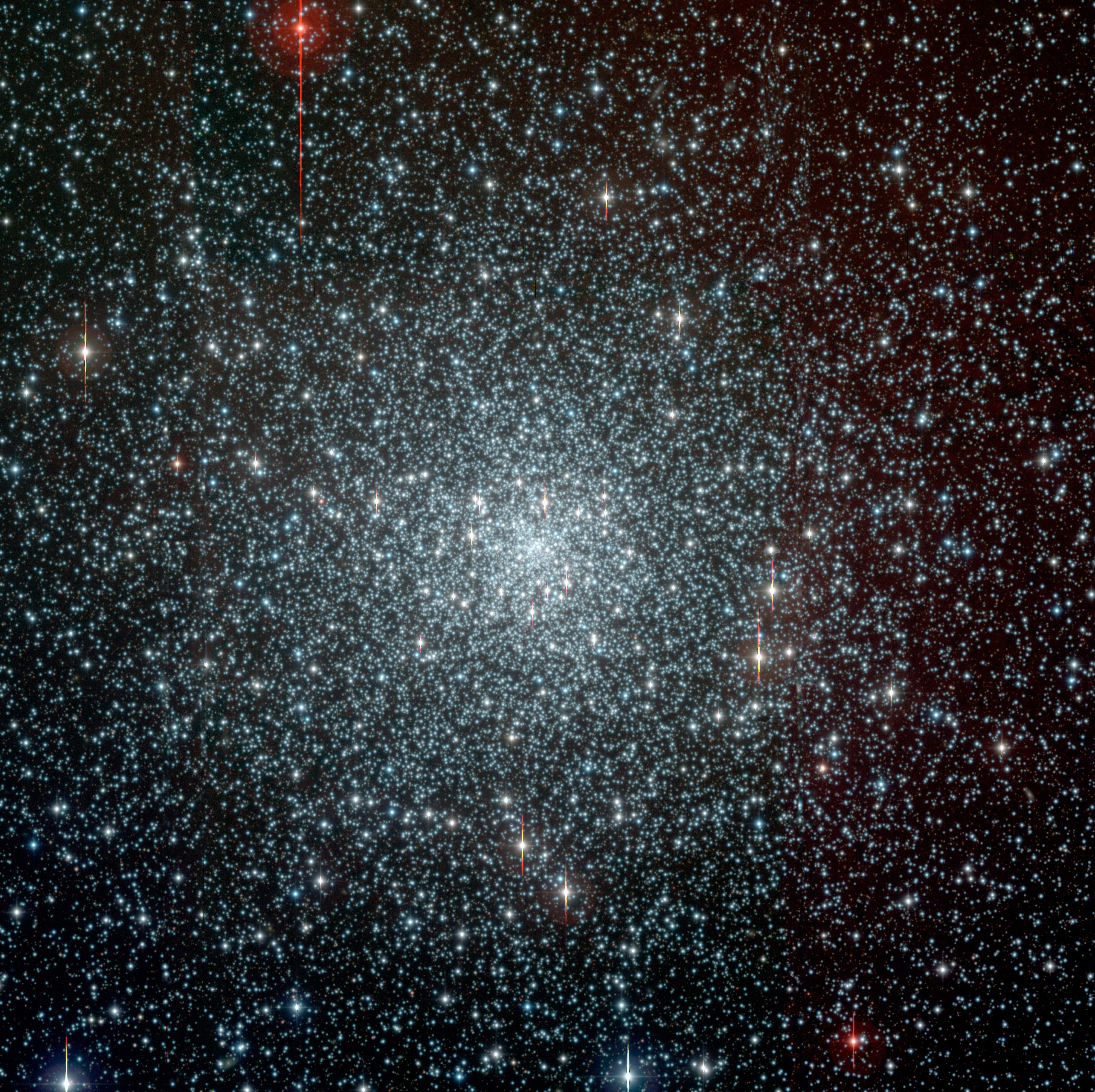
صورة تم التقاطها باستخدام مصور المجال الواسع (WFI) لتلسكوب إيسو 2.2 متر من مرصد لاسيلا.

## وصلات خارجية
- NGC 6397 على موقع ويكي سكاي: DSS2, SDSS, GALEX, IRAS, Hydrogen α, X-Ray, Astrophoto, Sky Map, Articles and images

- Nemiroff، R.؛ Bonnell، J.، المحررون (8 أغسطس 2003). "Blue Stragglers in NGC 6397". صورة اليوم الفلكية. ناسا.
- Nemiroff، R.؛ Bonnell، J.، المحررون (20 فبراير 2002). "Oddities of Star Cluster NGC 6397". صورة اليوم الفلكية. ناسا.

## اقرأ أيضا
- فصل بين النجوم
- قائمة أجرام NGC
- عنقود مغلق
- مرصد لاسيلا